# Staatsgrundgesetz für die Fürstentümer Waldeck und Pyrmont
Das Staatsgrundgesetz für die Fürstentümer Waldeck und Pyrmont vom 23. Mai 1849 war die Verfassung der Fürstentums Waldeck-Pyrmont von 1849 bis 1852.

## Entstehung

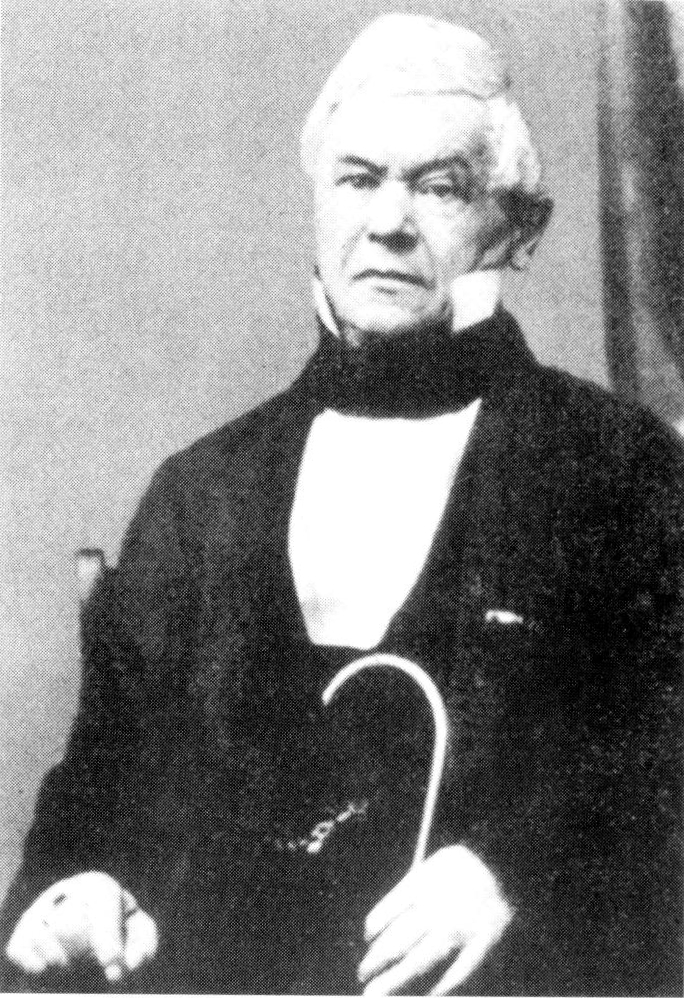
Wolrad Schumacher

Die Märzrevolution erfasste auch Waldeck-Pyrmont. Am 3. April 1848 wurden die Landstände von Regentin Emma einberufen, um über ein Wahlgesetz für den neu zu wählenden Waldeck-Pyrmonter Landtag zu beschließen. Hierzu wurden auch zwei Vertreter Pyrmonts eingeladen. Ergebnis der Beratungen war das Staatsgrundgesetz für die Fürstentümer Waldeck und Pyrmont vom 23. Mai 1849. Es löste die Landständische Verfassungsurkunde für das Fürstentum Waldeck vom 1816 ab. Diese von Wolrad Schumacher konzipierte Verfassung sah einen weitgehend einheitlichen Staat Waldeck-Pyrmont vor, dessen Legislative ein Landtag aus 15 demokratisch gewählten Abgeordneten sein sollte. Allerdings sollten weiterhin getrennte Staatshaushalte für beide Fürstentümer bestehen.

## Inhalt

### Titel 1 – Staatsgebiet
Die Fürstentümer Waldeck und Pyrmont wurden zu einem gemeinsamen Staatsgebiet erklärt. Eine Änderung dieses Status bedurfte der Zustimmung des Gesamtlandtags.

### Titel 2 – Grundrechte
Der Grundrechtekatalog war für seine Zeit sehr fortschrittlich. Der Adel als Stand wurde ebenso abgeschafft, wie die Todesstrafe in Friedenszeiten, die Patrimonialgerichtsbarkeit und die Familienfideikommisse. Die Märzforderungen wurden vollständig erfüllt.

### Titel 3 – Kommunalverfassung
Die freie Selbstverwaltung der Kreise und Gemeinden und die freie Wahl der Gemeindevertreter und Bürgermeister wurde garantiert.

### Titel 4 – Volksvertretung
Als Volksvertretung wurde ein Landtag eingerichtet. Gesetze bedurften der Zustimmung von Fürst und Landtag. Der Landtag hatte das Gesetzesinitiativrecht und das Budgetrecht. Die Abgeordneten wurden in geheimer Wahl in ein-Personen-Wahlkreisen gewählt.
Zeitgleich wurde 1848 in Pyrmont ein Spezial-Landtag für das Fürstentum Pyrmont gewählt. Dieser aus 5 Abgeordneten bestehende Landtag stimmte ebenfalls dem Staatsgrundgesetz zu. Er bestand bis zur Vereinigung der Staatshaushalte im Jahre 1863/65.

### Titel 5 – Der Fürst
Der Fürst bildet die Exekutive des Fürstentums. Die Ministerverantwortlichkeit wird gewährleistet: Erlasse des Fürsten bedurften der Gegenzeichnung durch ein Mitglied der Staatsregierung. Die Staatsregierung wird vom Fürsten ernannt. Der Fürst war Oberbefehlshaber der Armee und wirkte gemeinsam mit dem Landtag an der Gesetzgebung mit. Er beruft die Landtag ein und kann ihn auflösen. Im Falle der Landtagsauflösung waren Neuwahlen vorgesehen.

### Titel 6 – Landesregierung
Die Landesregierung wurde vom Fürsten ernannt und ihm verantwortlich. Die Mitglieder der Landesregierung hatten das Recht und die Pflicht vor dem Landtags zu erscheinen. Die Ministeranklage war möglich.

### Titel 7 – Rechtsprechung
Die richterliche Unabhängigkeit, die Öffentlichkeit des Gerichtsverfahrens, die Wahl der Richter und die Trennung der Rechtsprechung von der Verwaltung wurden eingeführt. Privilegierte Gerichtsstände wurden abgeschafft. Für Strafverfahren waren Schwurgerichte vorgesehen. Wichtig für das kleine Land war das Prinzip, dass ausländische Urteile anerkannt und vollstreckt werden sollten.

### Titel 8 – Bewaffnete Macht
Reguläre Truppen waren als Teil eines (zu schaffenden) deutschen Heeres vorgesehen. Daneben sollte eine Volkswehr eingerichtet werden, in der die Offiziere und Unteroffiziere von den Mannschaften gewählt werden sollten.

### Titel 9 – Finanzverwaltung
Dieser Abschnitt der Verfassung war besonders umfangreich, da die Staatsfinanzen aufgrund der sehr hohen Staatsschulden seit Jahrzehnten in prekärer Lage waren. Geregelt war, dass die Finanzen der Fürstentümer Waldeck und Pyrmont getrennt behandelt werden sollten, dass die Steuern so neu geregelt werden sollten, dass die Bevorzugung einzelner Stände und Güter enden solle. Das Steuerbewilligungs- und Budgetrecht stand den beiden Landtagen zu. Das Gleiche galt für die Aufnahme neuer Schulden oder Ausgabe von Kassenscheinen.

### Weitere Regelungen
Titel 10 beschrieb die Rolle der Staatsdiener, Titel 11 allgemeine Bestimmungen und Titel 12 Übergangsregelungen.

## Ende der Verfassung
Fürst Georg Viktor weigerte er sich, die infolge der Revolution von 1848/49 verabschiedete Verfassung anzuerkennen, und übernahm die Regentschaft erst nach einer ihm genehmen Verfassungsänderung am 17. August 1852. Die neue Verfassung war die Verfassungsurkunde für die Fürstentümer Waldeck und Pyrmont.